# André Biyogo Poko
André Biyogo Poko (Bitam, 7 maart 1993) is een Gabonees voetballer die bij voorkeur als defensieve middenvelder speelt.

## Clubcarrière
Biyogo Poko debuteerde voor US Bitam als zestienjarige in de Gabonese competitie. In augustus 2011 trok hij naar het Franse Girondins Bordeaux, waar hij een driejarig contract tekende. Hij debuteerde in de Ligue 1 tijdens het seizoen 2012/13, waarin hij 14 competitiewedstrijden speelde. Van augustus 2016 tot en met 2022 speelde hij in Turkije, eerst voor Karabükspor en van 2018 tot 2020 voor Göztepe, de club uit Izmir. In 2021 tekende hij bij de aarstrivaal Altay. Na avonturen in Saoedi-Arabië, Israël en Kroatië tekende hij wederom voor een Turkse club, dit keer voor de tweededivisionist Amed SFK.

## Interlandcarrière
Biyogo Poko debuteerde in 2010 in het Gabonees voetbalelftal. Hij nam met Gabon deel aan de Afrika Cup 2012.

## Erelijst
| Coupe de France | 1x | 2012/13 |